# Stormen Egon
Stormen Egon var en storm som den 10–11 januari 2015 orsakade stora störningar i framför allt Götaland, men också i Danmark och Norge. Den norska väderlekstjänsten döpte stormen till Nina.
Broar stängdes, tåg stoppades och flyg fick omdirigeras och översvämning uppstod på flera håll. Trafikverket, länsstyrelser och räddningstjänst i Sverige uppmanade dem som kunde att stanna inomhus tills stormen bedarrat.

## Danmark
En cirka 50 kvadratmeter stor gavelvägg blåste ner i Aalborg.

## Norge
Färjan Bergensfjord går mellan danska Hirtshals och norska Bergen. Den hann avsegla från Hirtshals dagen innan stormen drog in. I ett försök att komma i lä undan orkanvindarna låg färjan på lördagskvällen den 10 januari 2015 söder om Bergen. Eftersom fendrarna, som skyddar fartygsskrovet när det ligger vid kaj, hade blåst ut till havs var det omöjligt för färjan att lägga till i Bergens hamn. Rederiet Fjordlines talesman meddelade att färjan inte kunde segla vidare på kvällen till en annan hamn eftersom vågorna i Nordsjön var upp till 14 meter höga.

## Sverige
På ön Tån vid inloppet till Brofjorden i Bohuslän slets en åtta meter hög fyr som väger flera ton loss från sitt betongfundament och for iväg 30 meter. Som mest blåste det över orkanstyrka; 38 meter per sekund.
I Västra Götalands och Gävleborgs län var en klass 2-varning utfärdad. I Gävleborgs län varnades det för stora snömängder i kombination med stark vind, men den blev nedklassad till en klass 1-varning för länet.

### Andra namngivna stormar som drabbat Sverige
- Stormen Berit
- Stormen Dagmar
- Stormen Gudrun
- Stormen Hilde
- Stormen Ivar
- Stormen Kyrill
- Stormen Per
- Stormen Simone
- Stormen Sven
- Stormen Tuva